# Pelle Westman
Pelle Westman, född 1967, från Göteborg, är journalist på Sveriges Television i Göteborg. Han har bland annat jobbat med Tina Nordström i programmen Tinas Mat och Tinas Kök och före dess som programledare för Västnytt. Sedan är han programledare och reporter på Uppdrag granskning, tillsammans med Karin Mattisson. Han tog över rollen efter Janne Josefsson.
Westman vann Guldspaden, som delas ut av Föreningen Grävande Journalister, 2007 tillsammans med Magnus Svenungsson för "It's not my business", en granskning av svartjobb som nattstädare på hamburgerrestauranger runt om i Sverige. Westman och Svenungsson nominerades också till Stora Journalistpriset 2008 för samma reportage.